# Konstantin Awierjanow (lotnik)
Konstantin Antonowicz Awierjanow (ros. Константин Антонович Аверьянов, ur. 25 września 1922 we wsi Studieniec w rejonie kstowskim w obwodzie niżnonowogrodzkim, zm. 27 maja 1946 w rejonie Bolesławca) – radziecki lotnik wojskowy, kapitan, Bohater Związku Radzieckiego (1944).

## Życiorys
Urodził się w rodzinie chłopskiej. Od 1934 mieszkał z rodziną w Dmitrowie (w obwodzie moskiewskim), gdzie w 1938 skończył niepełną szkołę średnią, później uczył się w szkole średniej i w aeroklubach w Dmitrowie i Moskwie. Od 1940 służył w Armii Czerwonej, w 1942 ukończył wojskową lotniczą szkołę pilotów w Engelsie, po czym skierowano go do zapasowego pułku pod Penzą, a później do zakładów lotniczych w Kujbyszewie. Od 1943 należał do WKP(b). Od marca 1943 uczestniczył w wojnie z Niemcami m.in. jako nawigator i zastępca dowódcy eskadry 7 gwardyjskiego pułku lotnictwa szturmowego 230 Dywizji Lotnictwa Szturmowego 4 Armii Powietrznej 2 Frontu Białoruskiego, do lipca 1944 wykonał 117 lotów bojowych i zniszczył 19 czołgów, 5 samolotów, 8 wagonów kolejowych i wiele innego sprzętu, broni i siły żywej wroga. Do końca wojny wykonał łącznie 176 lotów bojowych. Po wojnie nadal służył w lotnictwie, 24 czerwca 1945 i 9 maja 1946 brał udział w paradach powietrznych nad Placem Czerwonym. Zginął podczas wykonywania obowiązków służbowych. Został pochowany na cmentarzu wojskowym we wsi Bolesławice k. Bolesławca. Jego imieniem nazwano główną ulicę w jego rodzinnej wsi.

## Odznaczenia
- Złota Gwiazda Bohatera Związku Radzieckiego (26 października 1944)
- Order Lenina
- Order Czerwonego Sztandaru (trzykrotnie)
- Order Wojny Ojczyźnianej I klasy
- Order Czerwonej Gwiazdy

I medale.